# Венегас де ла Торре, Мария
Святая Мария Нативидад Венегас де ла Торре (исп. María Natividad Venegas de la Torre), 8 сентября 1868, Халиско — 30 июля 1959, Гвадалахара), в монашестве Мария Иисуса Святого Таинства (исп. María de Jesús Sacramentado) — мексиканская католическая монахиня, основала в Гвадалахаре религиозную конгрегацию «Дочери Святейшего Сердца Иисуса» (исп. Hermanas del Sagrado Corazón de Jesús, лат. Congregationem Sororum Filiarum Sacri Cordis Iesu), которая занималась уходом за больными.
Первая канонизированная мексиканка.

## Биография
Родилась 8 сентября 1868 года в Халиско; младшая из двенадцати детей в семье. Её мать умерла в 1884 году, а через три года скончался и отец. Семья столкнулась с финансовыми трудностями, и девушку взяла к себе тётка по отцовской линии. Будучи с детства набожной, она давала религиозные наставления соседям и заботилась о бедных.
Присоединилась к «Ассоциации дочерей Марии» в декабре 1898 года, а позже создала небольшую группу женщин, которые посвятили себя уходу за больными. Работала медсестрой, а также бухгалтером и фармацевтом общины. Официально вступила в монашескую жизнь в 1905 году и приняла обеты в 1910 году.
Учредила конгрегацию «Дочери Святейшего Сердца Иисуса» в Гвадалахаре и была избрана генеральной настоятельницей в январе 1921 года. Через год на пожертвования смогла открыть обитель своего ордена. Во время Восстания кристерос и религиозных преследований продолжала помогать бедным, что сильно сплотило конгрегацию. Венегас де ла Торре также заботилась о священниках и семинаристах.
Умерла в 30 июля 1959 года в возрасте 90 лет.

## Почитание
Процесс канонизации Венегас де ла Торре был открыт в Гвадалахаре 19 июня 1980 года на местном уровне, и она была провозглашена слугой Божьей. Папа Иоанн Павел II объявил её досточтимой 13 мая 1989 года, беатифицировал 22 ноября 1992 года и канонизировал 21 мая 2000 года.
День памяти — 30 июля.